# Рохелио Синан
Рохелио Сина́н (исп. Rogelio Sinán; 25 апреля 1902, остров Табога — 4 октября 1994, Панама, Панама) — псевдоним Бернардо Домингеса Альбы (исп. Bernardo Domínguez Alba), панамского писателя и поэта-авангардиста, общественного деятеля и дипломата.

## Биография
Домингес Альба родился в буржуазной семье, окончил юридический факультет Национального института Панамы (1923 или 1924), учился в университетах Чили и Италии: Педагогическом институте Сантьяго в Чили (1924—1926) и Университете Сапиенца в Риме (1926—1930). Во время учёбы в Чили познакомился с поэтами Пабло Нерудой и Габриэлой Мистраль, по совету которых и отправился в Италию изучать итальянский язык. Именно там он углубился в модные в то время в Европе течения (дадаизм, сюрреализм, ультрареализм и т. д.), которые впоследствии легли в основу его творчества.
В 1930 году он преподавал испанский язык и литературу в Национальном колледже Панамы, затем уехал в Париж, где сблизился с Алехо Карпентьером. Как дипломат работал секретарём панамского посольства в Мексике (1937), генеральным консулом в Калькутте, Индия (1938—1939). Затем был директором департамента изящных искусств (1940—1941).

## Творчество
Он писал пьесы, рассказы и романы, но наиболее известен своими стихами. Дебютировал изданным в Риме в 1929 году поэтическим сборником «Волна» («Onda»), положившим основу авангарду в панамской литературе.
Для прозы Рохелио Синана, испытавшей влияние сюрреализма, характерно большое количество символов и метафор, использование техник монтажа и потока сознания, обращение к звукописи: сборники рассказов «Кровавый конфликт» (Todo un conflicto de sangre, 1946), «Красный берет» (La boina roja, 1954), «Птицы снов» (Los pájaros del sueño, 1957), романы «Полнолуние» (Plenilunio, 1947), «Магический остров» (La isla mágica), 1979).
Сборник стихов «Туман на Пасхальной неделе» («Туман в Святой праздник», Semana Santa en la niebla, 1949) отмечен переосмыслением христианских символов и анализом внутреннего мира героев. Поэтический сборник «Матросская песня без соли-или-моря» («Saloma sin sal-o-mar», 1969) выдержан в духе конкретной поэзии. Также оставил исследования по панамской литературе и латиноамериканской культуре: «Пути развития панамского романа» (Rutas de la novela panameña, 1957), «Общая колыбель» (Cuna común, 1963), «Религиозное происхождение карнавала и театра» (Origen religioso del carnaval y el teatro, 1976) и др.

## Награды и память
Лауреат Премии Рикардо Миро, член Панамской академии языка. Правительство Панамы наградило его тремя наградами при жизни: Орденом Васко Нуньеса де Бальбоа, Орденом Мануэля Амадора Герреро и Орденом Мануэля Хосе Уртадо. Панамская академия языка наградила его Первым орденом за интеллектуальные заслуги. В 1989 году Панамский университет удостоил его звания почётного доктора.
Мемориал Рохелио Синана находится в Технологическом университете Панамы. В настоящее время в его честь присуждаются ряд литературных премий премии: Центральноамериканская литературная премия имени Рохелио Синана, которая с 1996 года вручается за неопубликованные книги в жанрах рассказа, романа и поэзии Технологическим университетом Панамы; и награда «Рохелио Синан», которую Республика Панама вручает каждые два года панамскому писателю за выдающиеся достижения в работе всей жизни.